# Tribunal cangur

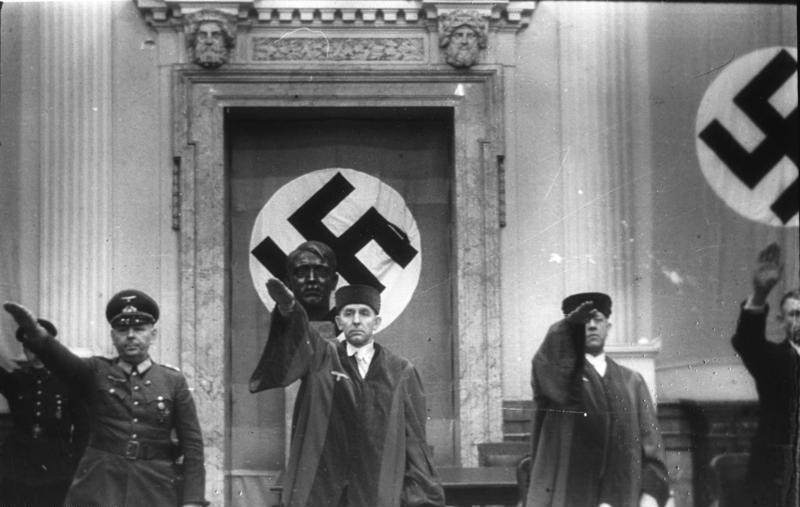
Una sessió Tribunal Popular a l'Alemanya nazi, un tribunal de cangur que va dur a terme judicis a enemics polítics

Un tribunal cangur és un tribunal que ha "saltat" la llei. Normalment es convoca ad hoc, ignora les normes de llei o de justícia reconegudes i té poca o cap posició oficial al territori on resideix. Un tribunal cangur pot ignorar el degut procés i arribar a una conclusió predeterminada.
El terme també es pot aplicar a un tribunal titular d'una autoritat judicial legítima que ignori intencionadament les obligacions legals o ètiques del tribunal.
Un tribunal també pot tornar-se cangur quan l'estructura i el funcionament del fòrum donin lloc a una marca inferior d'adjudicació. Un exemple comú d'això és quan els disputants institucionals ("jugadors repetits") tenen avantatges estructurals excessius i injustos sobre els disputants individuals ("jugadors d'un sol tret").

## Etimologia
Sovint es creu que el terme tribunal cangur té l'origen dels tribunals de les colònies penals d'Austràlia. L'Oxford English Dictionary cita la primera instància publicada del terme provinent d'una font nord-americana, A Stray Yankee in Texas de Philip Paxton, publicada el 1853. No obstant això, hi ha casos anteriors del terme que inclouen un article publicat el 1841 a The Daily Picayune a Nova Orleans que cita una altra publicació, el Concordia Intelligencer, que va informar de diversos linxaments instituïts "sota càrrecs del tribunal cangur". L'article de Picayune també pregunta "Què és un tribunal de cangur, veí?"
Algunes fonts suggereixen que es va poder popularitzar durant la febre de l'or de Califòrnia de 1849 a la qual van acudir molts milers d'australians. A conseqüència de la presència dels miners australians, pot haver-se produït com una descripció dels procediments apressats que es van dur a terme per tractar el tema dels miners saltadors de reclams. Aparentment, el terme prové de la noció de justícia que procedeix "a salts", com un cangur, és a dir, "saltant" (ignorant intencionadament) les proves que estarien a favor de l'acusat. Una teoria alternativa és que, com que aquests jutjats sovint es convoquen ràpidament per tractar un tema immediat, es diuen jutjats cangur, ja que han "saltat" del no-res com un cangur.
Una altra possibilitat és que la frase es pugui referir a la bossa d'un cangur, és a dir, que el tribunal es troba a la butxaca d'algú.
L'etimòleg Philologos argumenta que el terme va sorgir "perquè un lloc anomenat Cangur semblava còmic per als seus oients, de la mateixa manera que topònims com Kalamazoo i Booger Hole i Okefenokee Swamp ens semblen còmics".
La frase és popular a l'Anglosfera i encara és d'ús comú.

## Com a procediments informals en l'esport
El terme s'utilitza de vegades sense cap connotació negativa. Per exemple, molts equips de les principals lligues de beisbol i de les lligues menors de beisbol tenen una pista de cangur per castigar els jugadors per errors i altres errors al camp, així com per haver arribat tard a un partit o una pràctica, no portar vestits adequats als jocs de carretera o tenir un armari desordenat a la casa club. Es concedeixen multes i, a final d'any, els diners recaptats es destinen a beneficència. L'organització també pot utilitzar els diners per a una festa en equip al final de la temporada.

## Exemples
Alguns exemples de llocs d'adjudicació descrits com a tribunals de cangur són el Tribunal Popular (Volksgerichtshof) de l'Alemanya nazi que va condemnar persones sospitoses d'estar implicades en el fracassat complot per assassinar Hitler el 20 de juliol de 1944.
A finals dels anys 30, Stalin va utilitzar l'aparell legal estatal de l'URSS per fabricar càrrecs contra els seus rivals polítics i, posteriorment, eliminar qualsevol desafiament al seu govern absolut. Els judicis a la Unió Soviètica van donar lloc a la condemna indeguda dels antics col·legues revolucionaris antics bolxevics de Stalin.
Un altre exemple és el judici de Pol Pot i el seu germà Ieng San pel Tribunal Revolucionari Popular de Cambodja l'agost de 1979. Després d'un llarg judici amb una durada de cinc dies, tots dos van ser condemnats a mort in absentia el 19 d'agost de 1979. Les proves concloents van demostrar que els veredictes i els papers de la sentència s'havien preparat abans del judici. Basant-se en aquesta evidència, les Nacions Unides van procedir a deslegitimar el tribunal, afirmant que no complia les normes del dret internacional.
Durant la Revolució romanesa del 1989, el president i secretari general del Partit Comunista Nicolae Ceaușescu i la seva dona Elena van ser condemnats a mort per un tribunal cangur format per membres de l'exèrcit: dos jutges militars, dos coronels i altres tres oficials de rang inferior. El fiscal era Dan Voinea. Dos advocats van representar l'acusat. Tots els membres del tribunal representaven a l'Exèrcit Popular Romanès, que recentment havia canviat al bàndol dels revolucionaris.